# Liste der Bodendenkmäler in Rattiszell
Auf dieser Seite sind die Bodendenkmäler in der niederbayerischen Gemeinde Rattiszell zusammengestellt. Diese Tabelle ist eine Teilliste der Liste der Bodendenkmäler in Bayern. Grundlage ist die Bayerische Denkmalliste, die auf Basis des Bayerischen Denkmalschutzgesetzes vom 1. Oktober 1973 erstmals erstellt wurde und seither durch das Bayerische Landesamt für Denkmalpflege geführt wird. Die folgenden Angaben ersetzen nicht die rechtsverbindliche Auskunft der Denkmalschutzbehörde.

## Bodendenkmäler der Gemeinde Rattiszell

### Bodendenkmäler in der Gemarkung Haunkenzell
| Lage                   | Objekt | Akten-Nr.     | Bild |
| ---------------------- | --- | ------------- | ---- |
| Haunkenzell (Standort) | Untertägige mittelalterliche und frühneuzeitliche Befunde im Bereich des Schlosses Haunkenzell samt Vorgängerbauten und abgegangener Schlosskapelle. | D-2-6941-0003 |      |
| Haunkenzell (Standort) | Untertägige Befunde der frühen Neuzeit im Bereich der katholischen Filialkirche St. Martin in Haunkenzell.                                           | D-2-6941-0029 |      |

### Bodendenkmäler in der Gemarkung Herrnfehlburg
| Lage                     | Objekt | Akten-Nr.     | Bild |
| ------------------------ | --- | ------------- | ---- |
| Herrnfehlburg (Standort) | Untertägige hoch- und spätmittelalterliche sowie frühneuzeitliche Befunde im Bereich des ehemaligen Schlosses Herrnfehlburg mit Wirtschaftshof und der katholischen Filialkirche St. Thomas, ehemals Schlosskapelle, samt Bestattungen im Kircheninnenraum, und deren Vorgängerbauten. | D-2-6942-0055 |      |

### Bodendenkmäler in der Gemarkung Pilgramsberg
| Lage                    | Objekt | Akten-Nr.     | Bild |
| ----------------------- | --- | ------------- | ---- |
| Pilgramsberg (Standort) | Untertägige mittelalterliche und frühneuzeitliche Befunde im Bereich der katholischen Wallfahrtskirche St. Ursula in Pilgramsberg. | D-2-6941-0033 |      |

### Bodendenkmäler in der Gemarkung Rattiszell
| Lage                  | Objekt | Akten-Nr.     | Bild |
| --------------------- | --- | ------------- | ---- |
| Rattiszell (Standort) | Wehranlage (Burgstall des Mittelalters). Untertägige mittelalterliche und frühneuzeitliche Befunde im Bereich der katholischen Pfarrkirche St. Benedikt und deren Vorgängerbauten aus romanischer und gotischer Zeit sowie des Friedhofs. | D-2-6941-0002 |      |